# Huerta del Marquesado
Huerta del Marquesado – gmina w Hiszpanii, w prowincji Cuenca, w Kastylii-La Mancha, o powierzchni 35,69 km². W 2011 roku gmina liczyła 228 mieszkańców.